# Лемм, Бурхард Фридрихович
Бурхард Фридрихович Лемм (имя при рождении — Бурхард-Фридрих-Константин; 6 марта 1802, Пёльве, Лифляндия — 11 октября 1872, Санкт-Петербург) — российский военный астроном-геодезист, генерал-майор.

## Биография
В 1825 году окончил Дерптский университет.
Работал под руководством В. Я. Струве в обсерватории Дерптского университета.
Позднее поступил в Корпус военных топографов.

### Научно-исследовательская деятельность
В 1825—1826 годах участвовал в экспедиции для нивелировки Аральского и Каспийского морей. В 1826 году проводил астрономических работы на съемках Псковской, в 1828 году — Новгородской губерний, в 1829 году — на триангуляции Финского залива, в 1830—1831 годах — на астрономических работах в Витебской и Псковской губерниях.
17 января 1832 года из чиновников 9-го класса поступил на военную службу поручиком. В 1832—1833 годах проводил астрономические наблюдения в Кронштадте и Петербурге.
В 1836 году был командирован в Оренбург для проведения астрономических работ. В 1836 году проводил астрономические наблюдения в Вологодской, Новгородской и Тверской губерниях.
В 1838—1839 годах находился в составе российской миссии в Персии (Хорасан) для астрономических наблюдений.
В 1849 году проводил астрономические наблюдения в Архангельской, Новгородской, Олонецкой и Петербургской губерниях.
В 1850 году принимал участие в хронометрической экспедиции между Казанью и Москвой, провёл астрономические наблюдения во Владимирской губернии.
В 1851 году выполнил астрономические наблюдения в Ярославской губернии для составления межевого атласа, в 1852 году — в Архангельской губернии для составления карт Министерства государственных имуществ.
В 1853 году произведен в полковники, занимался на астрономическими наблюдениями в Оренбургском крае, в 1854 году — в Казанской и Симбирской губерниях.
Принимал участие в хронометрических экспедициях: в 1855 году — между Москвой и Астраханью (кроме того, провёл астрономические наблюдения в Пензенской губернии и по восточному берегу Рижского залива), в 1857 году — между Пулково, Архангельском и Москвой, в 1858 году — в Нижегородской, Пензенской и Симбирской губерниях, в 1859 году — в Волынской и Минской губерниях.
В 1863 году вышел в отставку.

## Награды
Российской империи:
- Орден Святой Анны 2 степени (25 июня 1851)
- Знак отличия беспорочной службы за XXV лет (1852)

Иностранных государств:
- Орден Льва и Солнца 2 степени (1839, Персия)
- Орден Красного орла 3 степени (1856, королевство Пруссия)[4]

## Семья
29 мая 1836 года женился на Алине Луизе Хунниус (1810-1881). В браке родилось 6 детей:
- Теодор Иоханнес фон Лемм (20 апреля 1837 — 3 мая 1855)
- Мария Эмилия Паулина фон Лемм (9 декабря 1838 — 27 октября 1904)
- Карл Йозеф фон Лемм[эст.] (17 июня 1840 — 20 февраля 1890) — пастор-дьякон Ревельского собора
- Августа Элизабет фон Лемм (1842 — 1852)
- Фридерика фон Лемм (22 сентября 1843 —19 июня 1912)
- Даниэль Бурхард фон Лемм[эст.] (6 ноября 1845 — 11 июля 1924) — обер-пастор Ревельского собора, генерал-суперинтендент Эстляндской губернии.

Определением Правительствующего Сената, по Департаменту Герольдии, от 15 Декабря 1880 года, пасторы Карл-Иосиф (родившийся 17 Июля 1840 г.) и Бурхард-Даниил (родившийся 6 Ноября 1845 г.) Бурхардовы-Фридриховы Лемм, по заслугам отца их, Генерал-Майора Бурхарда-Фридриха Фридрихова Лемм, признаны в потомственном Дворянстве, с правом на внесение во вторую часть Дворянской родословной книги.

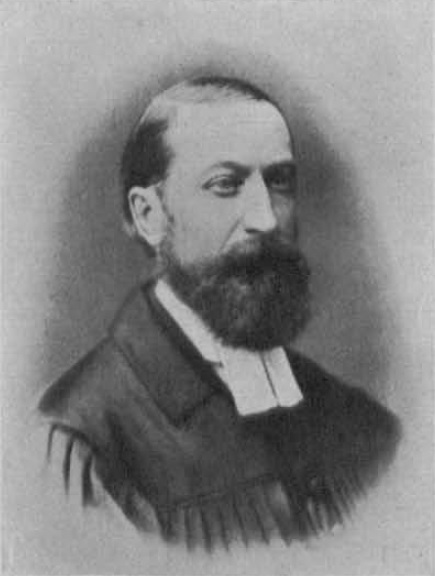
Карл Йозеф фон Лемм
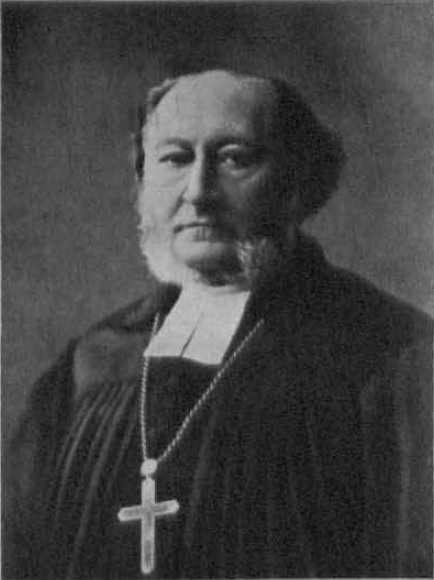
Даниэль Бурхард фон Лемм